# .na
.na è il dominio di primo livello nazionale assegnato alla Namibia.